# 腺瓣虎耳草
腺瓣虎耳草（学名：Saxifraga wardii），为虎耳草科虎耳草属下的一个植物变种。